# テルル化カドミウム
テルル化カドミウム (英: cadmium telluride) は、組成式CdTeで表される、カドミウムとテルルから成る結晶性の無機化合物である。赤外光学窓や太陽電池の材料として用いられる。硫化カドミウムで挟み、p-n接合型太陽電池とする用途が知られている。テルル化カドミウムから成る電池は、典型的なn-i-p構造を有している。

## 応用
テルル化カドミウムは薄膜太陽電池の材料として、欧米諸国でよく用いられる。テルル化カドミウムの薄膜は、安価な太陽電池の材料となるが、性能面では多結晶シリコン型には及ばない。
テルル化カドミウムと水銀との合金は多目的赤外線検出器の材料に用いられる（テルル化カドミウム水銀、HgCdTe）。少量の亜鉛との合金はX線やガンマ線の固体検出器に用いることができる（テルル化カドミウム亜鉛、CdZnTe）。
テルル化カドミウムは赤外光の光学材料として光学窓やレンズに用いることもできるが、毒性面の問題が大きいことからこの用途での使用は少数に留まっている。光学用途の応用が始まった当初は商品名 "Irtran-6" として取引されたこともあったが、現在では取り扱われていない。
また、電気光学変調器としても応用されている。II-VI族半導体の中では、線形電気光学効果の電気光学係数が最も大きい材料である (r41 = r52 = r63 = 6.8 × 10−12 m/V)。
塩素をドープしたテルル化カドミウムは、X線やガンマ線、β粒子やα粒子の放射線検出器として用いられる。CdTeが室温で扱えるということが、核分光の分野で幅広い応用が可能な小型検出器を作製することができる要因となっている。高性能なガンマ線やX線検出器を実現した性質として、原子番号が大きい重原子であること、大きなバンドギャップを持ち高い電子移動度~1100 cm2/V·sを有することが挙げられる。これらの理由でCdTeは高い移動度寿命積を有する材料となり、また高度な電荷収集と極めて分解能が良いスペクトル解析が可能になった。

## 物理的性質
- 格子定数: 0.648 nm (300K)
- ヤング率: 52 GPa
- ポアソン比: 0.41

### 熱的性質
- 熱伝導率: 6.2 W·m/m2·K (293 K)
- 比熱容量: 210 J/kg·K (293 K)
- 熱膨張率: 5.9 × 10−6/K (293 K)[2]

### 光学的・電気的性質

様々な大きさのCdTe量子ドットの蛍光スペクトル。左から右へ向け、2nmから20nmまで徐々に粒子径が大きくなっていく。波長の変化は量子閉じ込め効果に寄るものである。

バルクのCdTeは、バンドギャップエネルギー（1.44 eV (300 K), 波長にすると860nm付近に対応）に近い領域から20μm以上の赤外光領域で透過率が高い。また、790nm付近に蛍光を発する。一方、CdTeの結晶が数ナノメートルあるいはそれ以下になると、CdTeは量子ドットとなり蛍光スペクトルのピークは可視光領域へ、あるいは紫外光領域へとシフトしていく。

## 化学的性質
CdTeは水に難溶である。塩化水素や臭化水素といった多くの酸にエッチングされ、毒性のあるテルル化水素やカドミウム塩が発生する。このうちテルル化水素は還元剤であり、高温多湿の空気中では不安定であり酸化されやすい。また酸化作用を有する硝酸に侵される。水素気流中で昇華させることにより暗褐色の立方体結晶が得られる。

## 毒性
テルル化カドミウムを口にしたり、吸入したり、不適切に扱ったりすると（例えば適切な手袋を使わなかったり、他の予防措置を講じなかったりした場合）非常に有害である。適切かつ安全に覆えば、あるいは表面を被覆すれば多少毒性が軽減されるため、CdTeを扱う現場ではこのように加工されたものが用いられる。CdTeとカドミウム単体とを比較すると、少なくとも急性暴露の場合でCdTeの方が毒性は低いと考えられている。
毒性はカドミウム成分だけが原因ではない。CdTe量子ドットの表面の反応性が高いため、そこで発生した活性酸素が細胞膜やミトコンドリア、細胞核を損傷するという研究結果が報告されている。加えて、CdTeの膜は有毒な塩化カドミウムの溶液で再結晶されることが多い。
CdTe太陽電池の大規模な商業化において、CdTeの廃棄処理と長期安全性の問題が広く認識されている。それらの問題の理解と解決のための努力が広く行われている。アメリカ国立衛生研究所は2003年に以下の文章を発表している。

ブルックヘブン国立研究所 (BNL) とアメリカ合衆国エネルギー省 (DOE) は、CdTeを米国国家毒性プログラム (NTP) の対象に指定した。この指定はアメリカ合衆国立再生可能エネルギー研究所 (NREL) とファースト・ソーラー社の強い支持を受けている。この物質は光電変換材料として広く応用される可能性を有しており、多くの人間が接触するようになるだろう。したがって、私たちはCdTeの長期暴露の影響について信頼できる毒性学的研究が必要であると考えている。

Brookhaven National Laboratory (BNL) and the U.S. Department of Energy (DOE) are
nominating Cadmium Telluride (CdTe) for inclusion in the National Toxicology Program (NTP). This nomination is strongly supported by the National Renewable Energy Laboratory (NREL) and First Solar Inc. The material has the potential for widespread applications in photovoltaic energy generation that will involve extensive human interfaces. Hence, we consider that a definitive toxicological study of the effects of long-term exposure to CdTe is a necessity.

ブルックヘブン国立研究所に所属するアメリカエネルギー省の研究者たちは、太陽電池に多量のCdTeを使用すること自体は健康と環境に悪影響を与えず、太陽電池の耐用年数が経過した後にリサイクルを行うことで環境に与える懸念点を完全に解決できると報告した。発電に使用している間は太陽電池から何らかの廃棄物が発生することはなく、むしろ化石燃料の代替となりうるという点で環境に多大な利益をもたらす。現在使われているカドミウムを用いた他の応用例と比較すると、CdTe太陽電池は環境に優しい部類に分類されると考えられる。
EUや中国ではCdTeの安全性について、より注意深い議論がなされている。EUではカドミウムやカドミウムを含む化合物は有毒な発がん性物質ではないかと懸念されている。一方、中国ではカドミウムを含むものは輸出のみが許可されている。

## 供給安定性
CdTe太陽電池やCdTeを利用する他のデバイスの中で、カドミウムやテルル単体の価格はほとんど無視して良い程度の割合となっている。しかしながらテルルはレアメタルであり（クラーク数 2 × 10−7%）、CdTeが極めて大量に用いられるような事態になれば（例えば、重要なエネルギー供給源として太陽電池の利用が世界中で充分増えるようになれば）、テルルの欠乏は重要な問題になりうる。

### 日本語
- 日本国 国立環境研究所 Web-kis plus テルル化カドミウム

### 英語
- CdTe page on the web-site of the Institute of Solid State Physics of the Russian Academy of Sciences (html)
- Optical properties University of Reading, Infrared Multilayer Laboratory
- CdTe: single crystals, grown by HPVB and HPVZM techniques; windows, substrates, electrooptical modulators. Infrared transmittance spectrum. MSDS.
- National Pollutant Inventory - Cadmium and compounds
- MSDS at ISP optics.com (doc)
- MDSD at espimetals.com (pdf)
- Material Safety data Sheet on isp optics web site (MS Word doc)